# Sias
La Sias (en russe : Сясь, en finnois : Säsjoki, Sääsjoki) est une rivière de Russie qui coule dans les oblasts de Novgorod et Léningrad.

## Géographie
Elle prend sa source dans les collines de Valdaï et débouche dans le lac Ladoga après un cours de 260 km. La ville de Siasstroï est située à son embouchure. Son affluent principal est la Tikhvinka. La Sias gèle en novembre (parfois en décembre ou même janvier) et se libère en avril.
À la fin de l'âge de Vendel et au début de l'âge des Vikings, la Sias était une voie de navigation concurrente du Volkhov, empruntée pour pénétrer depuis la mer Baltique jusqu'à la Volga à travers une série de portages. La forteresse d'Alaborg (en) fut construite par les Vikings pour protéger les abords des rapides de la Sias. La route a perdu de son importance au Xe siècle.